# チェリク (エルジギン部)
チェリク（モンゴル語: Čelig、1259年 - 1305年10月26日）は、13世紀末から14世紀初頭にかけてモンゴル帝国（大元ウルス）に仕えた政治家の一人。コンギラト部の一派、エルジギン部の出身であった。『元史』などの漢文史料では徹里(chèlǐ)と記される。

## 概要
チェリクの曾祖父のタイチ（太赤）はチンギス・カンに仕えて「馬歩軍都元帥」に任じられた人物で、金朝侵攻に活躍した功績により徐州・邳州を与えられ、以後徐州に居住するようになった。チェリクは父を早くに亡くしてしまったが、母親の蒲察氏（女真人）より学問を教えられ育てられた。チェリクは至元18年（1281年）よリクビライに仕えるようになったが、クビライはチェリクの応対が優雅なのを気に入って常にそば近くに仕えさせたという。至元21年（1284年）より始まったナヤンの乱鎮圧戦にも参加し、反乱鎮圧軍が通過した地域の住民が飢えないよう食料を供給するよう進言し、クビライに採用されている。
至元24年（1287年）、チベット仏教僧のサンガが尚書省を拠点として絶大な権勢をふるうようになると、その権勢に危機感を覚えたチェリクは激しい口調でサンガを弾劾した。 サンガを弾劾したことでチェリクはクビライの怒りを買ったが、粘り強くサンガの罪を訴えたことでクビライの理解を得て、サンガの失脚につながったという。
サンガの失脚後、チェリクは福建行省の平章政事に任じられ、福建に赴任した。福建地方の中でも汀州・漳州は盗賊の欧狗が長らく平定されずいたため、チェリクは軍を率いて盗賊の平定に向かったが、軍の規律を厳しくして投降者には酒食をふるまって厚く遇したため多くの盗賊が続々と投降したという。やがて欧狗は部下によって捕らえられてチェリク軍に引き渡され、欧狗が晒し首とされたことで汀州・漳州の盗賊は完全に平定された。
至元31年（1294年）にクビライが危篤となると、チェリクは急ぎクビライの下に馳せ参じてそば近く仕え、クビライが崩御すると上都におけるクリルタイでテムルの即位を支持した。大徳元年（1297年）には江南諸道行台御史大夫に任じられ、次いで大徳7年（1303年）には江浙行省平章政事とされた。なお、江浙行省平章政事への任命は、同時期に江浙行省左丞相とされた董士選とともに海商の朱清・張瑄らの失脚に対応するためのものであった。当時、大元ウルス朝廷は江浙地方から海上輸送される税糧に大きく頼っていたが、朱清・張瑄ら豪商が私利のため囲田を大々的に開発したことによって水道が塞がれるという弊害が起こっていた。そこで、新たに江浙行省に赴任したチェリク・董士選がらが水利事業に携わり、数万の人卒と4ヶ月の期間を経て水運路の改善を行った。
大徳9年（1305年）、中書平章政事に任じられて中央に呼び戻されたが、大徳9年10月8日（1305年10月26日）に47歳にして病死した。没後、チェリクの家に残された財産は少なく、人々はチェリクの清廉さを改めて賞賛したという。